# Кастропињано
Кастропињано (итал. Castropignano) је насеље у Италији у округу Кампобасо, региону Молизе.
Према процени из 2011. у насељу је живело 457 становника. Насеље се налази на надморској висини од 615 м.

## Становништво
| 1936. | 1951. | 1961. | 1971. | 1981. | 1991. | 2001. | 2011. |
| ----- | ----- | ----- | ----- | ----- | ----- | ----- | ----- |
| 2.835 | 2.821 | 2.030 | 1.533 | 1.384 | 1.263 | 1.147 | 1.029 |